# Georg Friedrich Kersting

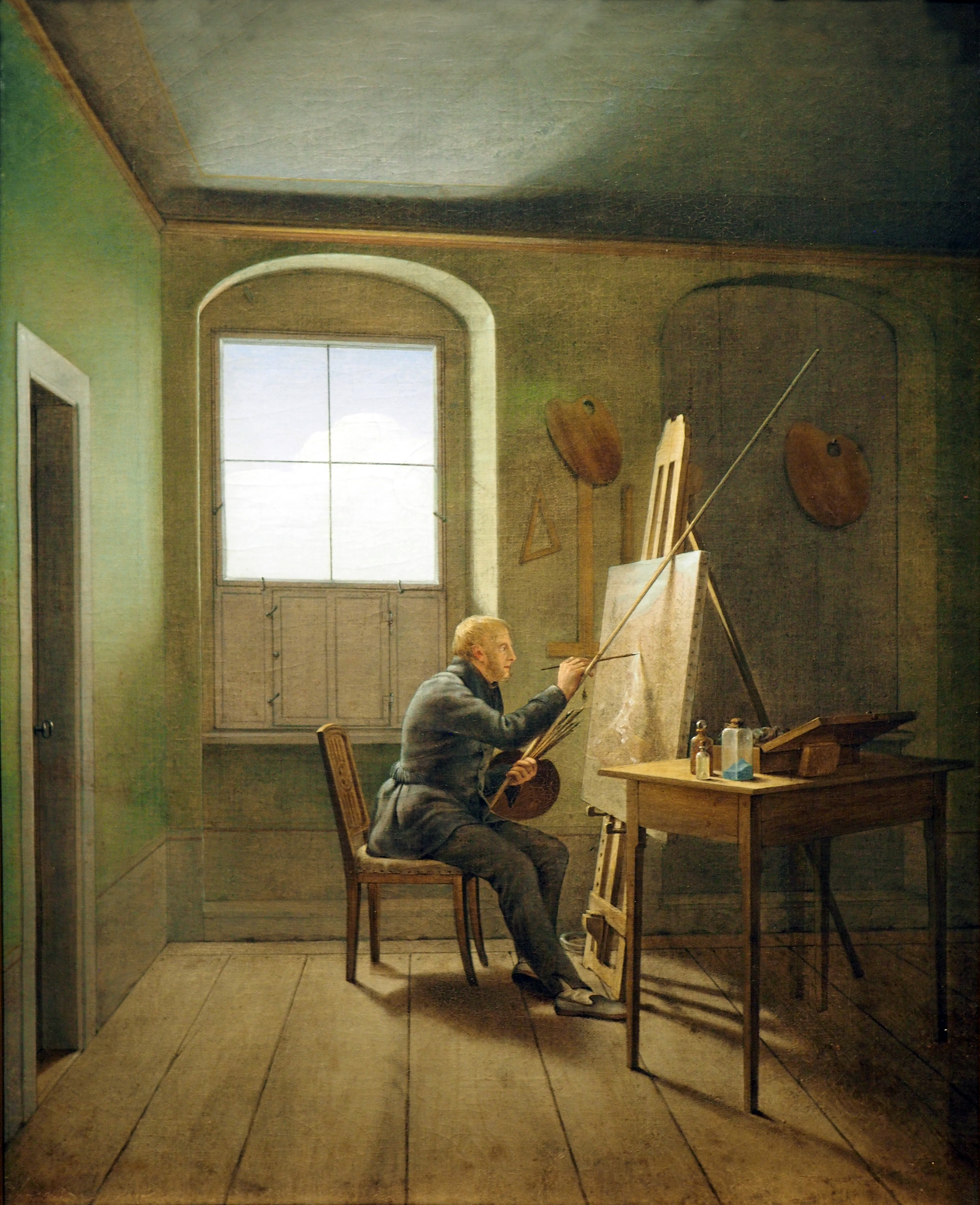
Caspar David Friedrich w atelier

Georg Friedrich Kersting (ur. 31 października 1785 w Güstrow, zm. 1 lipca 1847 w Miśni) – malarz niemiecki.
Był zaprzyjaźniony z Casparem Davidem Friedrichem i znajdował się pod jego wpływem. Był jednym z najwybitniejszych przedstawicieli malarstwa wnętrz okresu biedermeier.
Urodził się w wielodzietnej rodzinie mistrza szklarskiego. Dzięki wsparciu rodziny w ciągu trzech lat studiował na Królewskiej Akademii Sztuki w Kopenhadze. Studia kontynuował na Akademii Sztuk Pięknych w Dreźnie. Wraz z Casparem Davidem Friedrichem w 1810 wędrował po Karkonoszach. 
Obrazy wnętrz przyniosły mu sławę. Zainteresował się nim Johann Wolfgang von Goethe i zorganizował loterię dla wsparcia młodego malarza. 
Po klęsce Napoleona w Rosji w 1812 przystąpił do ochotniczego Korpusu Lützowa i uczestniczył w walkach z wojskami Napoleona, za co został odznaczony Krzyżem Żelaznym.
W latach 1816–1818 pracował w Warszawie jako nauczyciel rysunków dzieci Adama Jerzego Czartoryskiego i Anny Zofii Sapiehy. 
22 czerwca 1818 został kierownikiem pracowni malarskiej w Królewskiej Saskiej Manufakturze Porcelany w Miśni. W tym samym roku poślubił Agnes Sergel. 
W roku 1822 przystąpił do loży wolnomularskiej Phoebus Apoll w Güstrow. 